# Ceibal

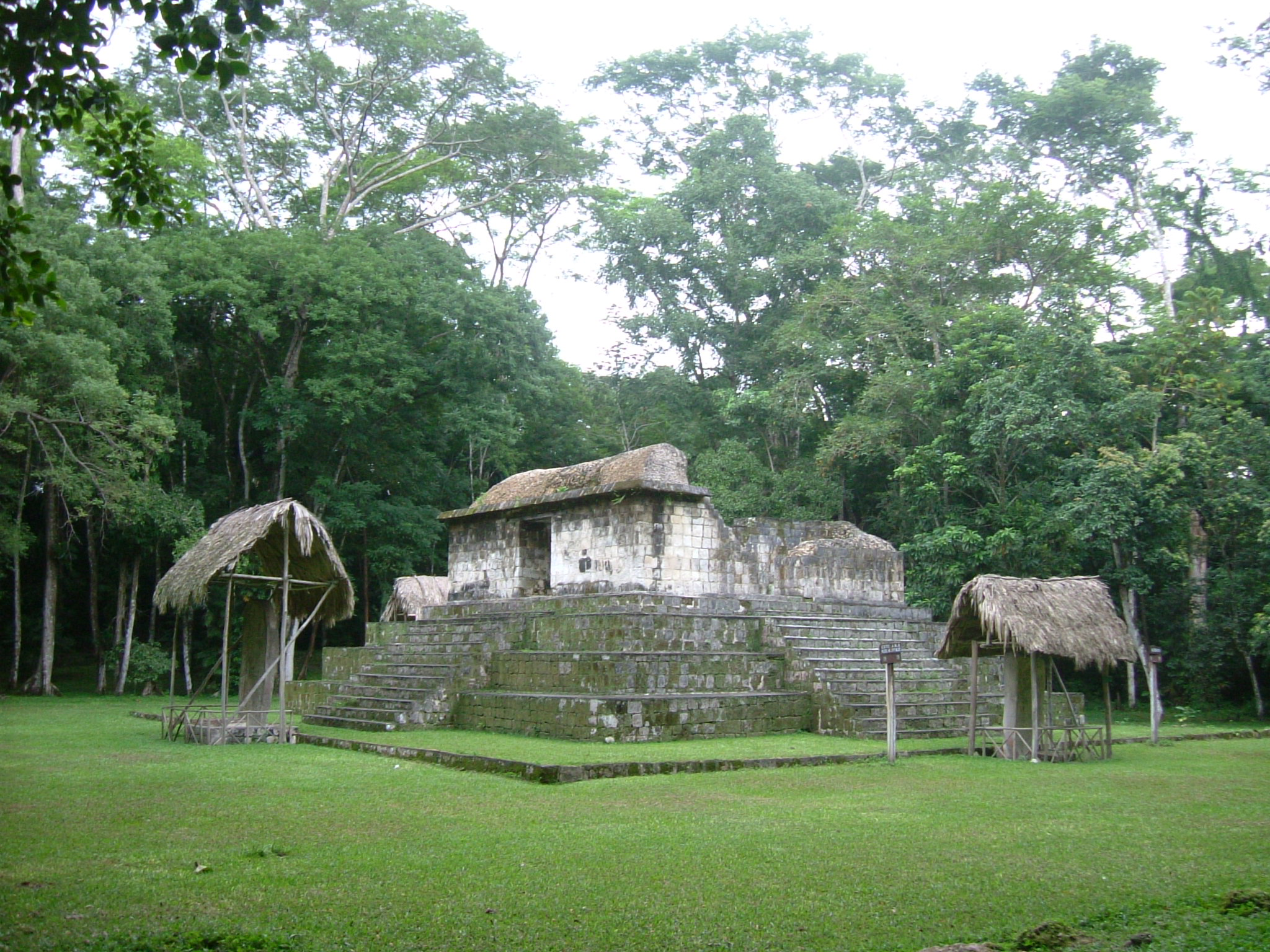
Estructura A-3 a Ceibal

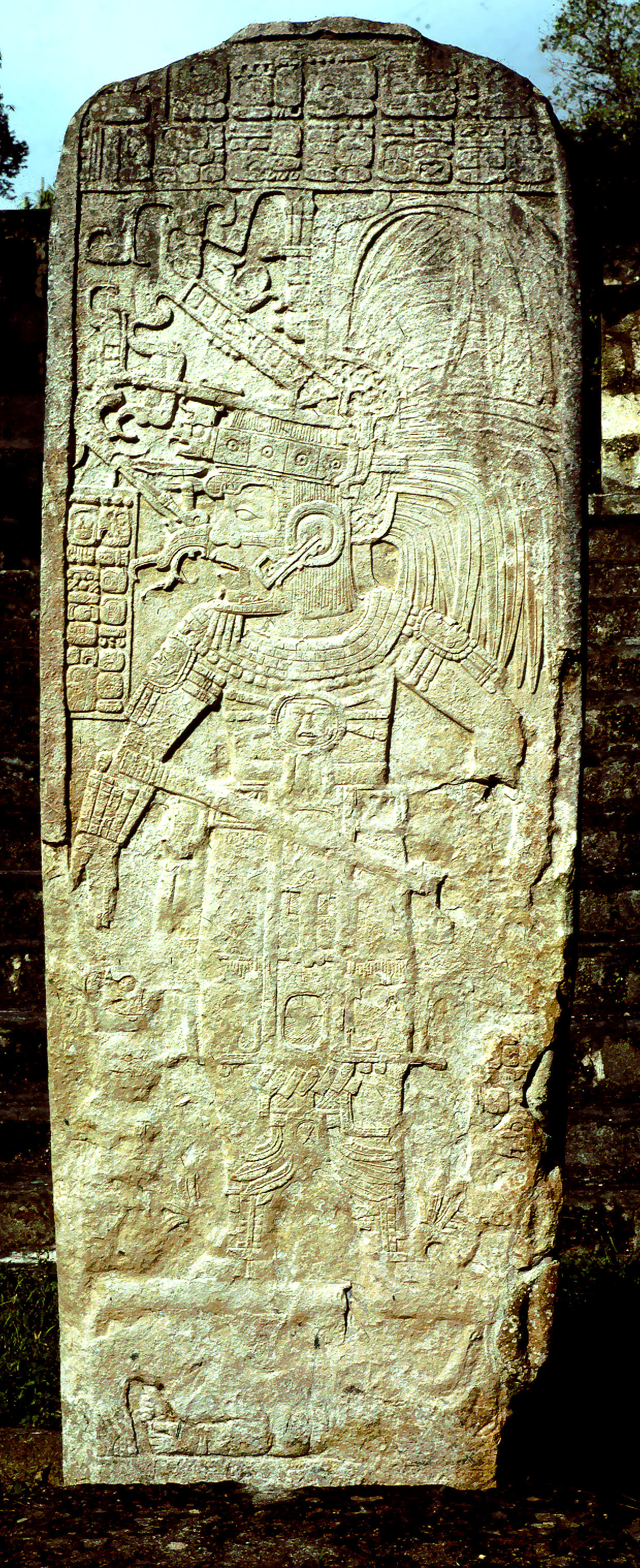
Estela 11 a Ceibal

El Ceibal, també conegut com a Ceibal (o Seibal, en anglès i alemany), és un jaciment arqueològic de la civilització maia del període clàssic, situat a la vora del riu La Pasión al departament de Petén, a Guatemala. Era la ciutat maia més gran de la conca del riu La Pasión.
La seua ocupació poblacional es remunta al període preclàssic i s'estén fins al clàssic terminal, amb un parèntesi significatiu. La fase principal del seu poblament data del preclàssic tardà (400 ae) i continuà amb un declivi poblacional en el clàssic primerenc (200-600 de).
Ceibal es recuperà en el clàssic terminal, immediatament abans del seu abandó definitiu, i assolí un segon auge al voltant del 830 al 890 de, amb una població de 8.000 a 10.000 habitants. Les dates gravades a les esteles de Ceibal són inusualment tardanes, i encara es dedicaren monuments després que el col·lapse maia del període clàssic havia afectat la major part de la zona del Petén. Molts dels monuments tardans de Ceibal mostren la influència artística del centre de Mèxic i de la regió costanera del golf de Mèxic.
Després de la catastròfica derrota que la ciutat sofrí al 735 per Dos Pilas, la capital del regne proper de Petexbatún, i la consegüent destrucció de monuments esculpits, es perdé també la història primerenca del lloc. Ceibal fou reduït a un estat vassall fins a la destrucció del Regne de Petexbatún a la fi del s. viii. Amb l'arribada de Wat'ul Chatel des d'Ucanal, situat a l'est, s'instal·là una nova elit a Ceibal l'any 830 de, revitalitzant el lloc fins a inicis del s. x, més enllà del col·lapse maia que havia afectat la major part de la zona.

## Etimologia
Ceibal és una paraula espanyola que significa 'lloc amb moltes ceibes' i es refereix al nom d'un campament fuster situat prop de les ruïnes en el moment del seu descobriment. Les publicacions en alemany i anglés solen utilitzar el nom de Seibal. Aquest canvi ortogràfic s'originà amb una publicació de Teoberto Maler al 1908, que utilitzà una forma germànica amb una essa inicial.

## Ubicació
Ceibal fou construït sobre penya-segats, a 100 m per sobre del riu La Pasión, un important afluent del riu Usumacinta. Prop de 100 km aigües avall, el riu Pasión s'uneix al Salinas per formar l'Usumacinta, que flueix cap al nord al golf de Mèxic. El lloc es troba al nord de Guatemala, al departament de Petén, a 16 km a l'est de la ciutat de Sayaxché. Ceibal és a 27 km a l'est de Dos Pilas, l'antiga ciutat maia del clàssic tardà, i a 100 km al sud de Tikal. El llac Petén Itzá és a 60 km al nord de les ruïnes.
Ceibal es troba enmig de boscs tropicals, en una plana de terra calcària amb un terreny ondat i pla de manera intermitent.

## Població
Hi ha una mitjana de 436 estructures per km² al centre del lloc, i unes 244 estructures/km² en la perifèria. En el seu apogeu, en el preclàssic tardà, Ceibal tindria una població total de quasi 10.000 habitants, dels quals 1.600 vivien el centre del lloc i 8.000 en la perifèria. En el clàssic primerenc, la població sofrí un sever declivi, i sembla que la població caigué un 34% de la població màxima. En el clàssic tardà i terminal la població augmentà fins a un 85% del seu nivell del preclàssic tardà, un creixement demogràfic que sembla haver ocorregut sobtadament i que s'estengué a totes les parts del lloc, possiblement com a resultat de l'arribada de refugiats d'altres llocs al voltant del 830. Això fou seguit per una davallada de la població en el postclàssic primerenc (900-1200 de) fins al 14% del nivell poblacional del preclàssic; poc després s'abandonà definitivament el lloc.

## Governants coneguts
S'ha pogut identificar aquests governants:
| Nom                       | Títol o àlies              | Regnat     |
| ------------------------- | -------------------------- | ---------- |
| Yich'aak B'alam           | "Arpa de jaguar"           | c.735–747+ |
| Ajaw B'ot                 | Governant D, Ah-Bolon-Abta | 771–?      |
| Wat'ul Chatel             | Aj B'olon Haab'tal         | 830–889+   |
| totes les dates són d. C. |                            |            |

## Història
L'ocupació poblacional del lloc es remunta al preclàssic mitjà; disminueix en el preclàssic tardà fins al clàssic primerenc, amb una nova expansió en el clàssic terminal tardà, abans de ser abandonat per complet.

### Preclàssic
Ceibal es poblà en el preclàssic, al voltant del 900 ae. Arribà al poblament màxim en el preclàssic tardà, al voltant del 200 ae. La ceràmica trobada en els nivells més profunds del lloc daten del preclàssic mitjà i pertanyen a la fase Xe de la zona oriental del Petén, de la qual se sap molt poc. Un dipòsit cruciforme a l'estil olmeca, el contingut del qual era un sagnador i fulles de destrals de jade, és semblant als trobats a l'àrea nuclear olmeca de la zona costanera del golf de Mèxic, i és probable que aquests objectes foren fabricats a La Venta. Aquest dipòsit data del 900 ae.
El primer assentament en el preclàssic mitjà es limitava principalment al Conjunt A. En el preclàssic tardà, després del 300 ae, l'assentament s'anà ampliant per incloure el Conjunt D. A la fi del preclàssic tardà (o Protoclàssic), Ceibal tingué una caiguda poblacional que, fins ara, no té explicació.

### Clàssic primerenc
Durant el clàssic primerenc, la decadència, que s'havia iniciat en el preclàssic tardà per raons desconegudes, continuà fins al punt que el lloc fou pràcticament abandonat al voltant del 300 de.

### Clàssic tardà
Ceibal ressorgí en el clàssic tardà, amb una expansió de l'ocupació poblacional vinculada a la gran ciutat de Tikal. Al voltant del 650 de, nous habitants es traslladaren a la ciutat per fundar un nou regne. Se'n feren noves construccions en els conjunts A i D, amb un èmfasi particular en el Conjunt D que esdevingué una part important del centre cerimonial. Tots els monuments erigits pels governants responsables d'aquesta nova ocupació en el clàssic tardà foren desfigurats quan la ciutat sofrí una derrota catastròfica al s. viii.
La primera referència a Ceibal en inscripcions glífiques es trobà a l'Estela 15 de Dos Pilas, i data del 13 d'octubre de 721; diu que Ceibal s'involucrà en la guerra de llarga durada entre les grans ciutats de Tikal i Calakmul i els seus respectius aliats i vassalls. Dos Pilas era una ciutat recentment fundada per Tikal a la zona del Petexbatún, per tal d'exercir control sobre el riu La Pasión, una estratègia que fracassà quan Calakmul prengué el control del regne incipient.

#### Derrota

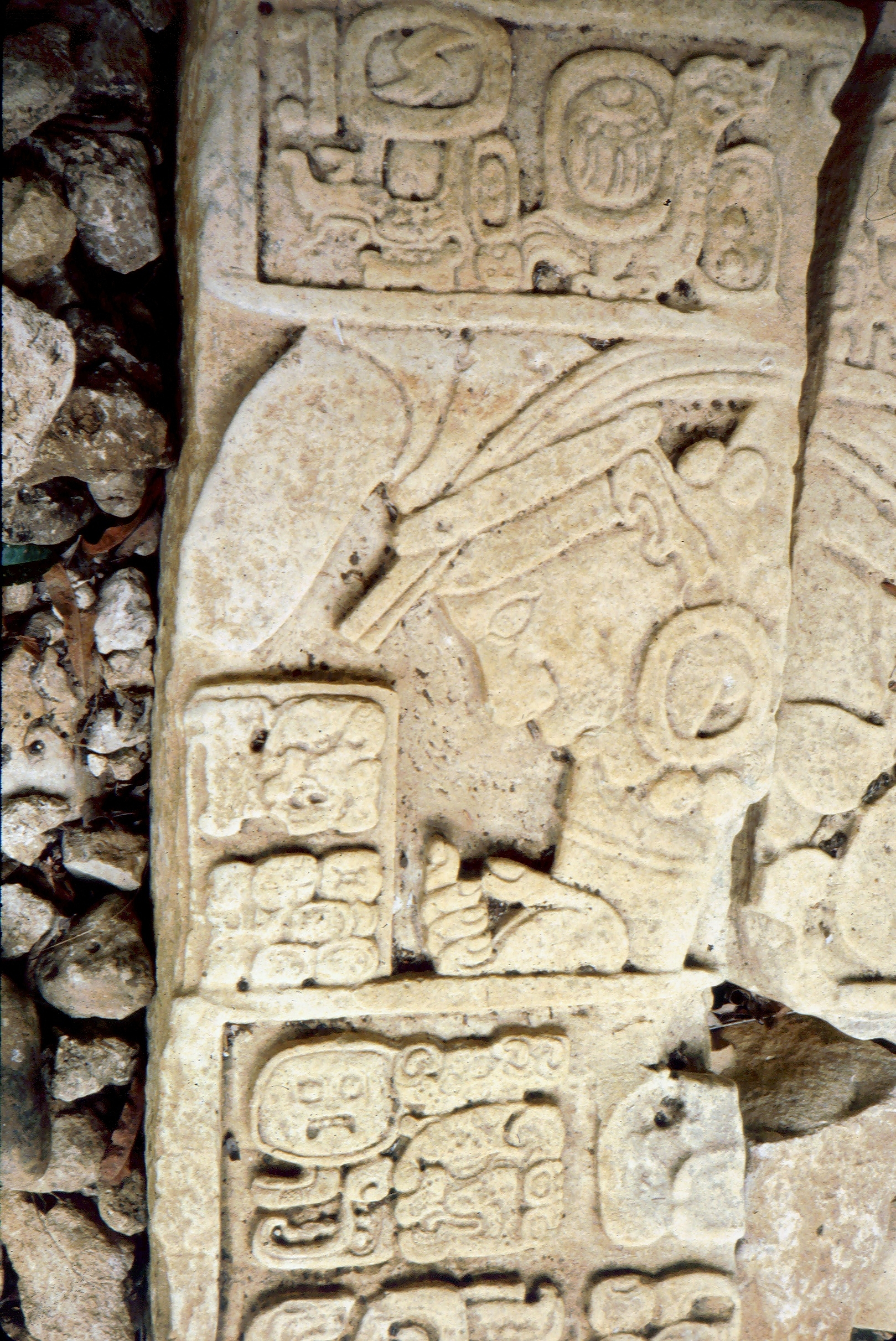
Part del relleu a l'Estela 16 de Dos Pilas, amb el glif emblema de Ceibal i la cara de Yich'aak B'alam

L'any 735 Ucha'an K'in B'alam, tercer rei de Dos Pilas, atacà Ceibal i capturà Yich'aak B'alam. El rei captiu no fou executat, sinó més aviat esdevingué vassall del seu més poderós veí. Per celebrar la victòria sobre Ceibal, Ucha'an K'in B'alam alçà monuments a Dos Pilas, Aguateca i Ceibal. A l'Estela 2 d'Aguateca Yich'aak B'alam és representat sota els peus d'Ucha'an K'in B'alam. A Ceibal es construí una escalinata glífica per marcar el nou estatus de la ciutat com a vassalla de Dos Pilas. Ucha'an K'in B'alam ordenà també la destrucció dels glifs en els monuments anteriors de Ceibal; algunes inscripcions trobades a Dos Pilas i Aguateca fan esment de la destrucció dels glifs que representaven la història prèvia de Ceibal, amb frases com "destruïren l'escriptura" i "tallaren l'escriptura de les estàtues que s'havien fet".
Yich'aak B'alam continuà governant Ceibal com a vassall de K'awiil Chan K'iinich, el següent rei de Dos Pilas, que presidí els ritus a Ceibal els anys 745 i 747.
Ceibal tornà a ser independent a la fi del s. viii, després de la destrucció del Regne de Dos Pilas. Ajaw B'ot pujà al tron al 771, marcant la restauració de Ceibal com a capital d'un regne independent. Després del 800 de Ceibal caigué en un hiat de trenta anys durant el qual no s'hi erigiren nous monuments.

### Clàssic terminal

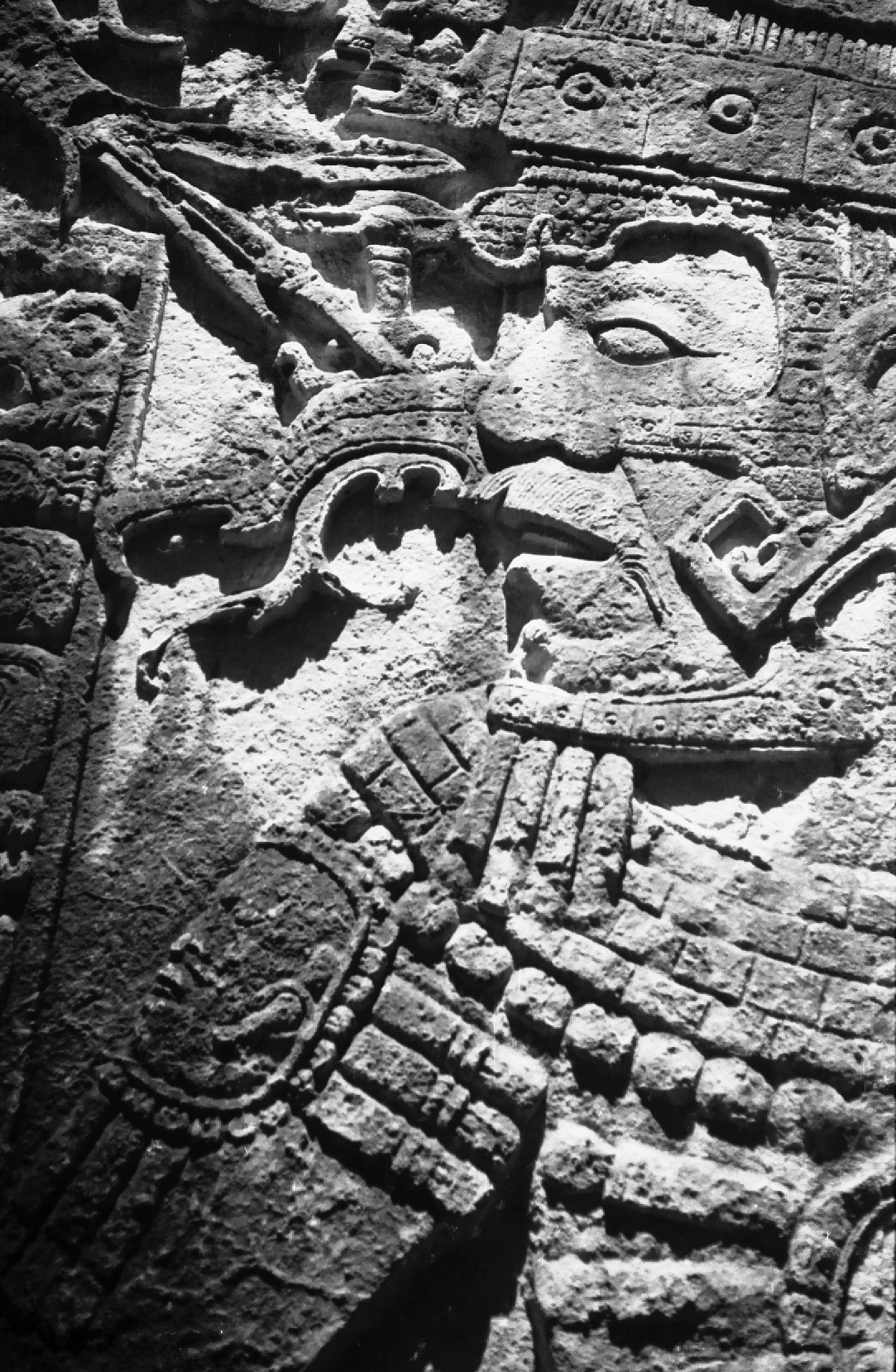
Detall de l'Estela 11 de Ceibal: el rei Wat'ul Chatel

Amb la seua independència començà un nou període d'auge, afavorit per la situació a la vora del riu La Pasión, una important ruta comercial; durant un període breu Ceibal fou una capital regional prominent. L'arquitectura i la ceràmica que daten d'aquesta època demostren els vincles amb el nord de la península de Yucatán i la costa del golf de Mèxic. Les 17 esteles esculpides entre els anys 849 i 889 mostren una barreja d'estils maies i forans, entre ells un senyor amb una màscara amb bec que representa Ehecatl, la deïtat del vent del centre de Mèxic, amb una banderola de discurs a l'estil mexicà eixint-li de la boca. Algunes esteles tenen una afinitat estilística amb els murals pintats de Cacaxtla, un lloc al centre de l'estat mexicà de Tlaxcala. Aquest estil híbrid sembla indicar que els nous governants de Ceibal eren nobles maies que s'adaptaren a les condicions polítiques canviants, adoptant una mescla de símbols procedents de les terres baixes maies i del centre de Mèxic. Algunes esteles amb estil forà, fins i tot porten glifs calendàrics que no són maies. Els canvis que Ceibal experimenta en aquesta època estan associats amb el comerç al llarg del riu controlat pels chontals. Els maies chontals eren comerciants i guerrers procedents de la costa del golf de Mèxic, que mostra una barreja de les característiques de la cultura maia i d'altres cultures.
Els texts glífics de Ceibal indiquen que la revitalització de la ciutat fou patrocinada per una nova aliança de les ciutats d'El Caracol i Ucanal a l'est, dos indrets que encara no havien estat afectats pel col·lapse maia. És probable que tractaren de reobrir l'antiga ruta comercial sobre els rius La Pasión i Usumacinta i que se sentiren atrets per la ubicació de Ceibal a la vora del riu i les seues bones defenses naturals. La refundació de Ceibal es feu l'any 830 amb el governant Wat'ul Chatel com a vassall del rei Chan Ek' Hopet d'Ucanal. Al 849, el nou rei dedicà un nou edifici i esteles, supervisats pels reis Jewel K'awil de Tikal i Chan Pe de Calakmul. Wat'ul Chatel construí un nou temple amb estales, amb una disposició innovadora, al sud de la plaça Central del Conjunt A. L'Estructura A-3 es compon d'una piràmide radial baixa, els monuments esculpits de la qual tenen una disposició original.
El darrer monument construït per Wat'ul Chatel s'hi erigí l'any 889. Aquesta estela també és el darrer monument datat aixecat a Ceibal, i al 900 la ciutat fou pràcticament abandonada, tota la zona havia estat afectada pel col·lapse maia, i s'havia parat el comerç al llarg de la ruta La Pasión-Usumacinta. La majoria de les capitals maies del clàssic havien estat abandonades, i el suport extern de Ceibal havia desaparegut.
Les esteles tardanes de Ceibal mostren una marcada reducció de qualitat en un període d'uns quaranta anys; perden els trets del període clàssic, i duen escultures més planes i més crues que les esteles anteriors.
Això pot reflectir la pèrdua d'experiència i coneixement especialitzats del clàssic Terminal, amb els artesans perdent capacitat de treballar monuments i grans estructures amb el pas del temps.

### Història moderna
Les ruïnes de Ceibal es degueren descobrir al voltant del 1890 per part de fusters que treballaven per la Hamett Mahogany Company. Al 1892, Federico Arts escrigué un primer informe revelant l'existència de les ruïnes, després que el govern guatemalenc l'havia enviat a Petén a buscar materials per a la representació de Guatemala en l'Exposició Mundial Colombina de Chicago del 1893. Tragué motles d'algunes esteles i les còpies resultants s'inclogueren en l'exposició, i atragueren per primera volta l'atenció dels arqueòlegs al recent descobriment de les ruïnes. Dos anys més tard, al 1895, Ceibal fou explorat per Teoberto Maler per al Museu Peabody de la Universitat Harvard. Feu un plànol del lloc i descobrí una altra estela. El Museu Peabody publicà el seu treball al 1908, incloent fotos de les esteles.
El 1914 Sylvanus Morley feu recerques a Ceibal per a l'Institut Carnegie de Washington. Barnum Brown visità les ruïnes el 1948, i membres de l'Expedició de l'Altar de Sacrificis del Museu Peabody la visitaren al 1961, 1962 i 1963.
El 1964, el Museu Peabody hi realitzà una recerca exhaustiva que es perllongà fins a 1968, dirigida per Gordon R. Willey i A. Ledyard Smith com a director de camp. Altres excavacions s'hi feren entre maig i juny de 2006 pel Projecte Arqueològic Ceibal-Petexbatún.

## Descripció del lloc
Ceibal és un lloc de grandària mitjana. El nucli del lloc cobreix una mica més d'1 km² i es compon de tres conjunts arquitectònics majors construïts a la part alta de turons (conjunts A, C i D) connectats per calçades. Les calçades es recobriren d'obra de paleta i tenien parapets en algunes parts. La Calçada I és l'occidental, la II és la calçada sud i la III és l'oriental. El Conjunt D és un refugi de fortalesa ocult situat sobre la riba del riu. El Conjunt B és un petit conjunt situat a 3 km del nucli. El Conjunt A és més petit que el D, però té la majoria dels monuments esculpits. Diversos conjunts de petits monticles de cases es troben fora del centre. Estan separats per una distància de 50 a 100 m, i s'estenen diversos quilòmetres cap al nord, sud i oest.
Només dues estructures s'han restaurat: la plataforma del temple A-3 i la plataforma circular C-79. Totes dues es restauraren durant les excavacions del Museu Peabody en els anys 1960.
Ceibal inclou un lloc satèl·lit al nord, conegut com L'Anonal. Aquest lloc té grans estructures que es construïren amb argila i que daten del període preclàssic mitjà.

### Arquitectura
El Conjunt A és al centre del lloc. Inclou tres places –la del nord, del sud i del centre– i està situat a l'extrem oest de la Calçada I. El Conjunt A té més de mig centenar de monticles disposats a l'entorn de les tres places. A la plaça central són els monuments que daten de l'època en què Ceibal era vassall de Dos Pilas (735 - 761).
El Conjunt C és en la Calçada II, que el creua per acabar en l'estructura circular C-79. El Conjunt C té més de quaranta monticles.
El Conjunt D és un conjunt compacte a l'extrem est de la Calçada III, construïda en una posició fàcilment defensable a la vora dels penya-segats que dominen el riu la Pasión. Inclou més de setanta estructures amuntegades al voltant de cinc places. El Conjunt D només té una estela, un monument erigit davant d'una piràmide de 20 m d'alt.
El Pati Oriental del Conjunt A és part d'un complex de l'acròpoli situada darrere de l'Estructura A-14. El conjunt és al cim d'una plataforma que s'alça quasi 7 m per sobre del nivell de sòl. Al pati s'accedia per una escala al costat sud. Inclou les estructures A-15 i A-16.

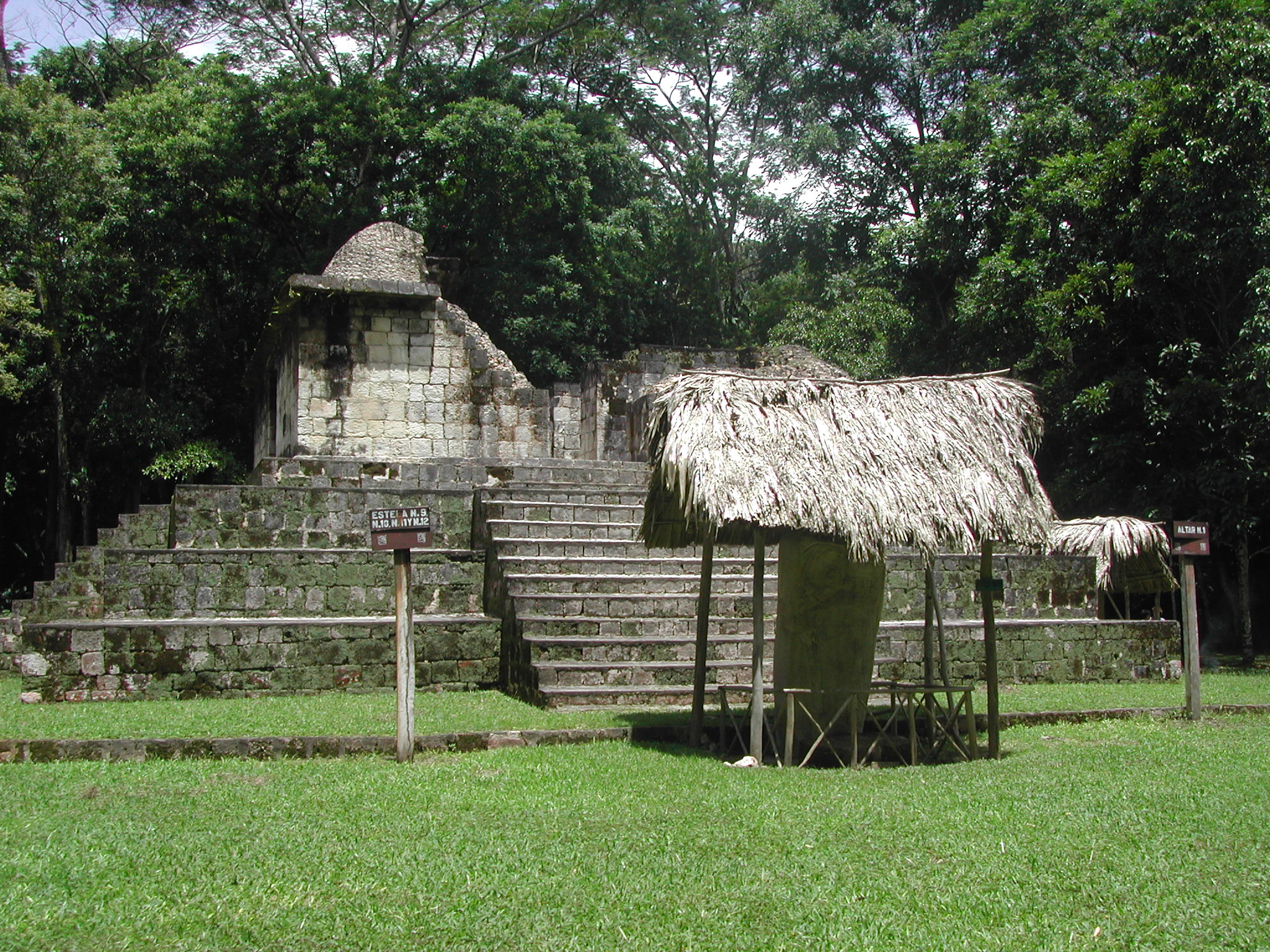
Estructura A-3

L'Estructura A-3 és la plataforma d'un temple situada al centre de la plaça sud. Té una escala que puja pels seus quatre costats. Cinc esteles s'associen amb aquesta estructura, una situada a la base de cada escala i una cinquena a dins de l'edifici construït al cim de la plataforma. Tres grans pedres de jade foren enterrades sota l'estela central. Aquesta estructura i les esteles associades les dedicà el 849 el rei Wat'ul Chatel (també conegut com a Aj B'olon Haab'tal).
L'Estructura A-3 té les restes d'una volta maia, l'única existent a Ceibal. La disposició de la piràmide radial amb les esteles associades era molt innovador. El temple radial era una forma ja coneguda des del preclàssic tardà a la regió maia, però al cim Wat'ul Chatel construí una capella quadrada amb quatre entrades, cadascuna donant accés a una de les escales. L'edifici del temple es componia de tres cambres amb volta amb orientació nord-sud, amb les portes interconnectant les cambres al llarg d'un eix est-oest. La cornisa del temple duia un fris d'estuc de colors brillants. El fris s'esfondrà amb el temple en temps antics. Els arqueòlegs recuperaren fragments del fris i intentaren reconstruir la forma en què apareixia originalment. Cadascuna de les quatre entrades acabava amb una gran escultura del rei Wat'ul Chatel. Dotze figures més petites estaven escampades per la cornisa, una en cada cantonada amb una figura addicional situada a mig camí entre cada cantonada i la figura central del rei. Es desconeix qui representaven les figures petites. Els espais entre les figures estaven ocupats per plafons amb dissenys de ratlletes encreuades i de vegetació i animals esculpits. Al centre de cadascun dels setze plafons hi havia figures representant antigues deïtats assegudes, entre elles Itzamná i Pawatun. L'Estructura A-3 es construí sobre la plataforma d'una estructura anterior.
L'Estructura A-10 és un temple piràmide amb una alçada de 28 m, és l'estructura més alta del lloc.
L'Estructura A-13 és una piràmide radial. Les excavacions revelaren una fossa comuna (Enterrament 4) amb les restes d'onze persones, entre elles dues dones i un nen. No era un enterrament tradicional del clàssic maia i ha estat datat del 930, molt tard en l'ocupació del lloc.
L'Estructura A-14 està coberta pel bosc que s'estén sobre la part nord de la plaça Central. És una estructura que corre de nord a sud i que tenia una escalinata glífica que detallava la derrota de Ceibal per part de Dos Pilas, tot i que les inscripcions s'han traslladat al campament del projecte. L'estructura contenia un enterrament d'elit femení, conegut com a Enterrament 1.
L'Estructura A-15 és al costat nord del Pati Est de la plaça Nord. És una estructura baixa i llarga que corre d'est a oest, tancant el pati pel costat nord. Fa 24 per 8 m i té una altura d'1,5 m. L'edifici tenia una habitació llarga amb una entrada cap al sud, donant al pati. L'habitació contenia un banc de pedra, construït amb blocs reutilitzats. L'estructura se superposa a dues subestructures anteriors, la més antiga de les quals tenia una orientació diferent a la construcció final. Les tres fases de construcció semblen datar del clàssic terminal, i la darrera fase es remunta possiblement a l'època de la caiguda de la ciutat.
L'Estructura A-16 es troba al costat nord-est del Pati Est de la plaça Nord. És una estructura rectangular de 16 x 10 m, va de nord a sud i fa front cap a l'oest. Les restes de l'estructura s'eleven a 2,7 m d'altura. El costat oest de l'edifici havia estat danyat per saquejadors abans de la recerca arqueològica. La trinxera dels saquejadors feia 5 x 0,8 m amb una profunditat de 3,5 m, i tallava el pis de l'estructura, el banc i la paret posterior, però no revelà enterraments o ofrenes. Els blocs de gres i lloses caiguts revelen que l'estructura tenia una cambra amb arc maia. Es recuperaren fragments d'estuc que formaven un fris colorit damunt de la part davantera de l'edifici i que incloïa figures humanes modelades. L'estuc encara tenia restes de pintura taronja, verda i groga. L'edifici era una estructura de tipus palau, possiblement amb sis sales, tres al costat oest i tres a l'est, i originalment tenia un sostre de pedra. L'interior tenia un banc en forma de L. L'estructura es construí amb blocs de gres finament tallats i les parets eren recobertes d'estuc pintat de color taronja i turquesa. Es creu que l'edifici formava part d'un palau reial del clàssic terminal amb característiques arquitectòniques semblants a les del Temple A-3.

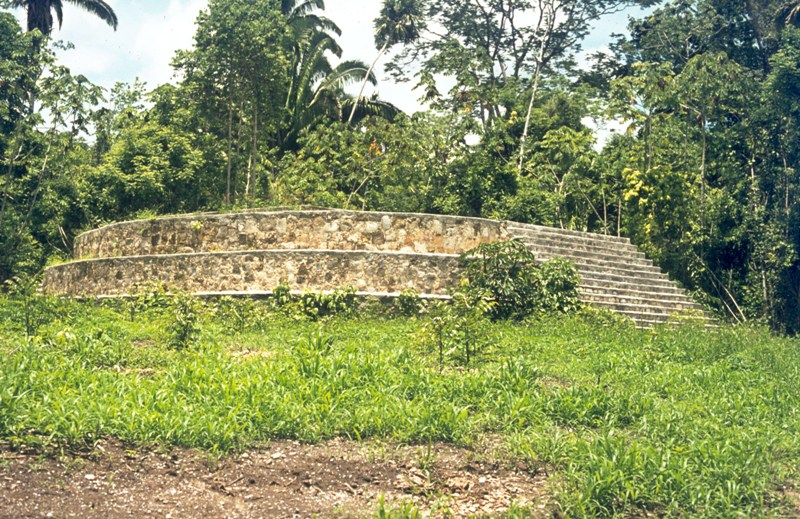
La inusual estructura circular C-79

L'Estructura A-19 i C-9 són camps de joc de pilota. Tenen una semblança amb els jocs de pilota de Chichén Itzá. Tots dos tenen una orientació d'est a oest, una característica inusual a l'àrea maia, encara que les restriccions imposades per la topografia del lloc limitarien el traçat de la ciutat a una orientació principalment est-oest. El camp de joc A-19 es troba al costat occidental de la plaça Nord.
L'Estructura C-79 és una plataforma circular de tres nivells; la part superior es construí durant el clàssic terminal al cim d'una estructura preexistent que data del període preclàssic tardà. Les estructures circulars d'aquest tipus tenen l'origen al centre de Mèxic, on en general són temples d'Ehecatl, la deïtat del vent. L'estructura de Ceibal, però, era coronada per una plataforma rectangular, mentre que els edificis del temple d'Ehecatl també eren circulars. L'Estructura C-79 té dues escales, la més gran puja pel costat oest, i la més petita de l'est. Un altar de jaguar circular descansa sobre tres pedestals davant l'estructura, dos n'eren figures a la gatzoneta que originàriament sostenien l'altar; la tercera columna central és moderna i s'afegí com a suport addicional durant la restauració de les ruïnes. L'altar té una representació crua d'un cap de jaguar tallada a la vora. L'Estructura C-79 i l'altar associat daten del 870.

### Monuments

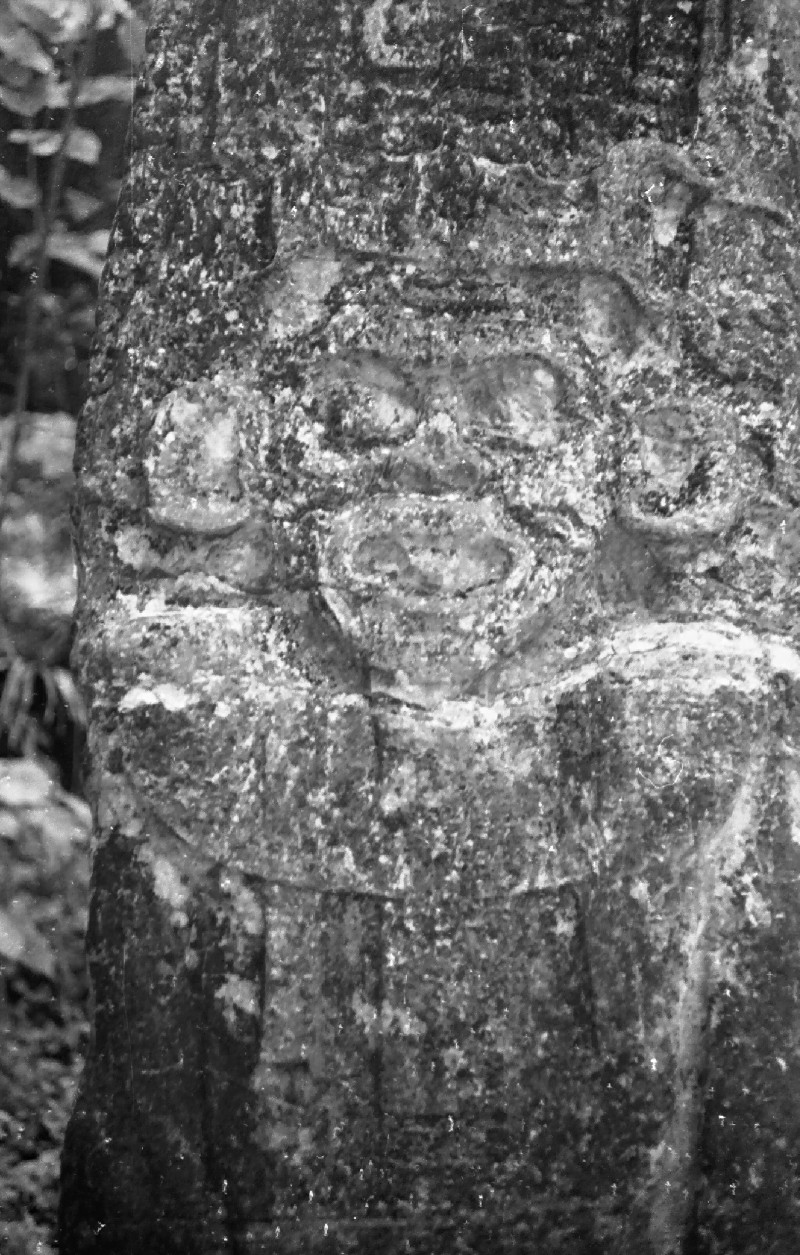
Estela 2 a Ceibal

Els monuments de Ceibal inclouen una sèrie d'esteles, eixos de pedra tallada, sovint esculpits amb figures i glifs. Es feren amb pedra calcària dura, la qual cosa explica el seu, en general, excel·lent estat de conservació. Durant les excavacions de la dècada del 1960, s'identificaren 57 esteles, de les quals 22 eren esculpides i 35 llises.
L'Escalinata glífica 1 se situava a la part davantera de l'Estructura A-14. L'escalinata, la instal·là el rei Ucha'an K'in B'alam de Dos Pilas per registrar la nova posició política de Ceibal com a ciutat estat vassall després de la seua derrota per Dos Pilas. Les pedres no són al lloc original, ja que foren traslladades a la zona del campament del projecte arqueològic.
L'Estela 1, al costat nord de la plaça Sud, prop de l'Estructura A-3, esmenta algú anomenat "Ganivet-Ala", que també és conegut a la ciutat distant de Chichén Itzá. Data del 869 de.
L'Estela 2 deu datar del 870, tot i que no té text glífic. Mostra la vista frontal d'una figura emmascarada i és l'únic monument de Ceibal amb un retrat frontal. Estava partida en sis o set fragments i s'ha restaurat.
L'Estela 3 té una data de calendari que no és maia; un dels glifs és cipactli, un cap de cocodril utilitzat per representar el primer dia del calendari de 260 dies al centre de Mèxic. Originàriament aquesta estela era al costat de l'Estela 2, però la traslladaren a un museu de ciutat de Guatemala.
L'Estela 4 està molt danyada, després d'haver-se esquarterat per la caiguda d'un arbre. Es perdé durant seixanta anys abans de ser redescoberta. Ara roman enterrada sota una capa prima de terra.
L'Estela 5 data del 780 i és al nord de la plaça Sud. Està molt danyada i la secció partida pel mig n'és tot el que queda; té la representació d'un pilotaire.
L'Estela 6 té text glífic i es troba lleugerament més al nord de l'Estela 5. Aquesta fou danyada en l'antiguitat quan la part superior fou partida i erigida al costat d'un altar proper.
L'Estela 7 se situa al nord de les esteles 5 i 6 i té un estat de conservació raonable. Duu la imatge d'un governant vestit com a pilotaire. Aquest monument degué dedicar-se l'any 780, encara que descriu l'accessió al tron d'un rei de Ceibal al 771.
L'Estela 8 és un monument ben conservat, situat al costat sud de l'Estructura A-3. Representa el rei Wat'ul Chatel amb arpes de jaguar a les mans i peus, juntament amb altres atributs de la deïtat del Jaguar barbut. En una de les mans el rei sosté el cap de la deïtat K'awiil. El text descriu un visitant anomenat Hakawitzil, una forma primerenca de Jacawitz, el nom d'una deïtat patronals del regne postclàssic dels k'iche' de Q'umarkaj a l'altiplà de Guatemala. Schele i Mathews suggereixen que l'esdeveniment que es mostra en aquesta estela donà origen a les llegendes de fundació dels quitxés.
L'Estela 9 s'erigí al costat oest de l'Estructura A-3. Està molt danyada i incompleta. Representa el rei Wat'ul Chatel amb els atributs de la deïtat de la dacsa i el descriu invocant la serp de visió.
L'Estela 10 és al costat nord de l'Estructura A-3. Representa Wat'ul Chatel, vestit a l'estil maia del clàssic terminal, tot i que la cara té un aspecte forà i té bigoti, que no és una característica maia. El text de l'estela mostra els glifs emblema de Tikal, Calakmul i Motul de San José i descriu com rebé visitants d'aquestes ciutats. Entre els visitants s'anomenen Kan-Pet de Calakmul i Kan-Ek' de Motul de San José. Wat'ul Chatel porta un tocat associat a les deïtats patronals de Ceibal, la deïtat de la garsa i K'awiil, deïtats que també eren patrones de Palenque. Això sembla un intent per part d'aquest rei estranger per identificar-se més estretament amb la ciutat que governava.
L'Estela 11 és al costat est de l'Estructura A-3 i descriu la refundació de Ceibal el 14 de març de 830 i la instal·lació del nou senyor, Wat'ul Chatel, com a vassall de Chan Ek' Hopet d'Ucanal. Un plafó sota el retrat del governant mostra un captiu lligat. La inscripció glífica descriu l'arribada de Wat'ul Chatel amb els seus palanquins i les seues deïtats protectores.
L'Estela 13 es troba una mica a l'oest de la plaça Sud. Data del 870.
L'Estela 14 data de l'any 870 i se situa a la cruïlla de dues calçades. És en bon estat de conservació. Té semblances estilístiques amb les escultures de la distant ciutat de Chichén Itzá, a l'extrem nord de la península de Yucatán. Una rèplica d'aquesta estela és a la tomba de l'escriptor guatemalenc Miguel Ángel Astúries, guanyador del Premi Nobel de Literatura al 1967.
L'Estela 18 és una de les darreres que s'erigiren a Ceibal. És a 20 m a l'oest del grup de monuments que es componen de les esteles 5, 6 i 7.
L'Estela 19 demostra les influències estrangeres que prevalien a Ceibal durant el clàssic tardà. Mostra un senyor amb una màscara que representa la deïtat del vent Ehecatl del centre de Mèxic.
L'Estela 20 es troba a l'oest de la plaça Sud. Data del 889 i fou un dels darrers monuments que s'alçaren a Ceibal.
L'Estela 21 se situa dins de la sala a la part superior de l'Estructura A-3. Sofrí greus danys quan la cambra arcada s'esfondrà al damunt, i també fou afectada per l'erosió. El monument ha estat restaurat i té una representació del senyor de Ceibal, Wat'ul Chatel, duent un ceptre maniquí. Igual que l'Estela 8, el rei porta els atributs de la deïtat del Jaguar barbut, tot i que no inclou les arpes de jaguar. Sosté un ceptre K'awiil aixecat a la mà dreta, i a l'altra mà sosté un escut amb la cara del déu del sol. La inscripció del monument és en gran part il·legible.